# وشم پاتاگونیا
وشم پاتاگونیا (نام علمی: Tinamotis ingoufi) نام یک گونه از سرده وشم‌گون‌ها است.